# Ludwik Filip I

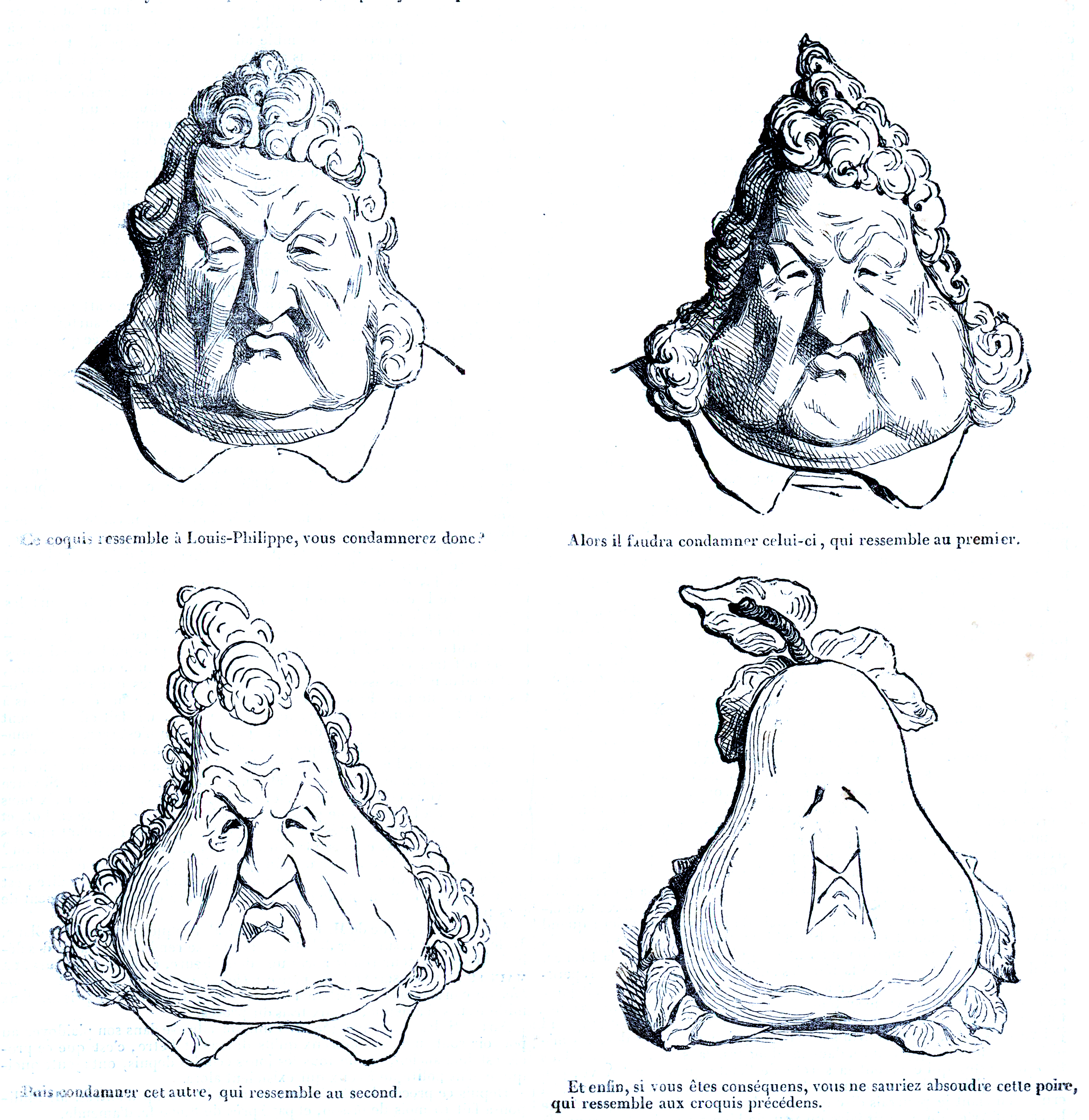
Ludwik Filip zamieniający się w gruszkę, karykatura Honorégo Daumiera z 1831 roku

Ludwik Filip I (ur. 6 października 1773 w Paryżu, zm. 26 sierpnia 1850 w pałacu Claremont House w hrabstwie Surrey) – król Francuzów (Roi des Français), ostatni monarcha Francji z rodu Burbonów (linia orleańska). Panował w latach 1830–1848.

## Panowanie
Po wybuchu rewolucji lipcowej we Francji w 1830 oraz abdykacji i ucieczce do Wielkiej Brytanii króla Karola X lud Paryża, jak 41 lat wcześniej, chciał powrotu rządów republikańskich. Jednak przywódca rewolucji, generał La Fayette – popierający liberalne kręgi burżuazji – opowiedział się za kontynuacją monarchii konstytucyjnej. 9 sierpnia 1830 r. Ludwik Filip został proklamowany królem Francuzów. Francja otrzymała więc nowego króla-obywatela – Ludwika Filipa I z linii orleańskiej – bocznej linii Burbonów. W okresie rewolucji 1789 Ludwik Filip był członkiem klubu jakobinów, potem służył w armii rewolucyjnej, w czasie wojny z Austrią przeszedł na stronę Austriaków, a następnie w 1793 wyemigrował do Anglii. Po restauracji Burbonów w 1814 razem z siostrą Madame Adelajdą wrócił do Francji.
By ułagodzić republikanów La Fayette przeprowadził zmianę Karty Konstytucyjnej: przywrócono trójkolorowy sztandar narodowy, rozszerzone zostały uprawnienia parlamentu, przywrócono Gwardię Narodową, wolność prasy i religii.
Hasła rewolucji lipcowej stały się inspiracją do sierpniowego powstania Belgów przeciwko królowi holenderskiemu, grudniowej rewolucji społecznej w Szwajcarii oraz we Włoszech i kilku państwach niemieckich, a także powstania listopadowego w Królestwie Polskim. Francuscy liberałowie czynnie wsparli oderwanie się Belgii od Holandii, sprzyjali też powstaniu listopadowemu w Polsce, lecz oficjalny rząd Ludwika Filipa niechętnie odnosił się do licznych polskich emigrantów popowstaniowych, obawiając się, że zasilą oni spiski i organizacje republikańskie we Francji.
Pierwszą w czasach monarchii lipcowej poważną próbą obalenia rządów Ludwika Filipa I i powrotu do ustroju republikańskiego było powstanie republikanów w ciągle zrewoltowanym Paryżu w 1832 r. Jego bezpośrednią przyczyną była działalność agitacyjna tajnych ugrupowań lewicowych w połączeniu z rosnącym niezadowoleniem społecznym.
Z czasem Ludwik Filip rozpoczął ograniczanie wolności konstytucyjnych. Już w 1834 z powrotem wprowadzono cenzurę publikacji, a policja przystąpiła do likwidacji różnych republikańskich stowarzyszeń. Na tym tle wybuchło w kwietniu 1834 powstanie w Lyonie i zamieszki w kilku miastach, również w Paryżu. Wszystkie zostały krwawo stłumione przez wojsko i policję. Spowodowało to znaczne osłabienie politycznej opozycji republikańskiej.

### Polityka zagraniczna
W swej polityce zagranicznej król Ludwik Filip oscylował pomiędzy porozumieniami z Wielką Brytanią, Austrią i Rosją. W ramach Świętego Przymierza pomógł zdusić rewolucję republikańską w Szwajcarii, nie interweniował przeciwko wchłonięciu Rzeczypospolitej Krakowskiej i północnych Włoch przez Austrię. W latach 1839–1843 Francuzi stłumili rebelię niepodległościową w Algierii i nasilili kolonizację tego kraju, jako głównego ogniwa francuskiego imperium kolonialnego.
Przez ostatnie dwudziestolecie pierwszej połowy XIX wieku Francja nie prowadziła żadnych poważniejszych wojen. Dzięki temu, również dzięki wielkiemu technicznemu postępowi i wynalazkom, nastąpił szybki rozwój gospodarczy kraju. Likwidacja stosunków feudalnych na wsi, powiększenie areałów rolnych i zastosowanie pierwszych maszyn rolniczych oraz nawozów sztucznych, spowodowały znaczny wzrost produkcji rolnej. Rozwinęły się szczególnie hodowla i uprawy winorośli, kukurydzy, buraków cukrowych i roślin oleistych.
Rok 1830 zapoczątkował też rewolucję przemysłową na wzór angielskiej z ostatnich dziesięcioleci XVIII wieku. Powstały zagłębia węglowe i hutnictwa w Lotaryngii i środkowej Francji, rozrosły się i zmechanizowały manufaktury bawełniane i jedwabnicze w Lyonie, wielki rozwój chemii umożliwił budowę fabryk gumy, mydła, barwników. Na rzekach i kanałach pojawiły się statki parowe, które zwielokrotniły możliwości transportu materiałów na duże odległości. W 1831 uruchomiona została pierwsza linia kolejowa na trasie Paryż – Saint Germain, zaś do 1848 sieć kolejowa w państwie liczyła już 2 tys. kilometrów. Francja miała wtedy 35,5 mln ludności, a Paryż, liczący 1,2 mln mieszkańców, był po Londynie, drugim co do wielkości miastem w Europie.

### Kryzys gospodarczy, rewolucja lutowa i abdykacja króla
Po 1846 r. Francję ogarnął wszechstronny kryzys gospodarczy. Po kilku latach złych urodzajów w rolnictwie, spowodowanych anomaliami pogody, nastąpiło załamanie się rynku rolnego, stagnacja w handlu, bankructwo wielu przedsiębiorstw, upadek banków, masowe bezrobocie. Wszystko to zdynamizowało opozycję socjalistyczną i republikańską. Represje rządowe przeciwko niej, zakazy zgromadzeń i pochodów, zadziałały prowokująco.

#### Rewolucja lutowa
22 lutego 1848 w Paryżu powstały barykady uliczne, doszło do starć pomiędzy gwardzistami i wojskiem, wreszcie król zdymisjonował znienawidzony rząd François Guizota. Ale gdy uradowana ludność wyległa na ulice, żołnierze przekonani, że zostali zaatakowani, zaczęli strzelać do demonstrującego tłumu, zabijając 40 osób. W nocy zwłoki zabitych obnoszono na drzwiach po wszystkich dzielnicach Paryża. Na drugi dzień miasto pokryło 1500 barykad, do buntu dołączyła prasa, część wojska, a król Ludwik Filip, zagrożony w swym pałacu, abdykował i uciekł z Paryża do Anglii, gdzie 26 sierpnia 1850 zmarł.

## Rodzina

### Wywód przodków
| 4. Ludwik Filip I Orleański           |  |                              |  |  |                   |
|                                       |  | 2. Ludwik Filip II Orleański |  |  |                   |
| 5. Ludwika Henrietta de Bourbon-Conti |  |                              |  |  |                   |
|                                       |  |                              |  |  | 1. Ludwik Filip I |
| 6. Ludwik de Bourbon                  |  |                              |  |  |                   |
|                                       |  | 3. Ludwika Maria de Bourbon  |  |  |                   |
| 7. Maria Teresa d’Este                |  |                              |  |  |                   |
|                                       |  |                              |  |  |                   |

### Potomstwo
25 listopada 1809, w Palermo – na Sycylii, Ludwik Filip I ożenił się z Marią Amelią, późniejszą księżniczką Obojga Sycylii. Mieli razem 10 dzieci:
- Ferdinand-Philippe Louis Charles Henri Joseph, książę Orleanu (1810–1842)

∞ Helena, księżniczka Meklemburgii-Schwerinu
- Louise-Marie Thérèse Charlotte Isabelle (1812–1850)

∞ Leopold I Koburg, król Belgów
- Marie Christine Caroline Adélaïde Françoise Léopoldine (1813–1839)

∞ Aleksander Fryderyk, książę Wirtembergii
- Louis-Charles Philippe Raphael, książę Nemours (1814–1896)

∞ Wiktoria, księżniczka Saksonii-Coburga
- Françoise (28 marca 1816–20 maja 1818)
- Marie Clémentine Léopoldine Caroline Clotilde (1817–1907)

∞ August, książę Saksonii-Coburga-Gothy
- François Ferdinand Philippe Louis Marie, książę Joinville (1818–1900)

∞ Franciszka Bragança, księżniczka Brazylii
- Charles, książę Penthièvre (1820–1828)
- Henri Eugène Philippe Louis, książę Aumale (1822–1897)

∞ Maria Karolina, księżniczka Obojga Sycylii
- Antoine Marie Philippe Louis, książę Montpensier (1824–1890)

∞ Ludwika Ferdynanda, infantka Hiszpanii